# Stoliczka
Stoliczka là một chi nhện trong họ Pisauridae.